# 可利亞

可利亞商標

可利亞，台灣的是一家火鍋連鎖餐廳，創立於1968年，於2024年4月歇業，是台灣歷史最悠久的石頭火鍋和火烤兩吃連鎖火鍋店。其吃到飽的經營模式被認為帶起1990年代的台灣吃到飽風潮。

## 經歷
創立於1968年，曾經稱霸一時的可利亞餐廳，在民國58年以「石頭火鍋」起家，之後更改良成「火烤兩吃」風靡台灣市場，民國81年首創自助當噱頭之後市場上吃到飽餐廳如雨後春筍，實在難以匹敵，民國80年間，全盛時期全台可利亞連鎖店有34家，最後僅存1家位於高雄市，於2024年4月歇業。

## 外部連結
- 可利亞官網（页面存档备份，存于）
- 可利亞臉書粉絲團 https://www.facebook.com/koriya.kh